# Wiesen (Grisons)
Pour l’article ayant un titre homophone, voir Wisen.
Pour les articles homonymes, voir Wiesen.
Wiesen (en dialecte local Walser an de Wise [andə ˈʋɪʓə], romanche : ) est une localité suisse de la commune de Davos et une ancienne commune suisse du canton des Grisons.
Un projet de fusion avec la commune voisine de Davos a été accepté en 2007 par les citoyens des deux communes. La fusion est effective depuis le 1er janvier 2009. Avant la fusion, la commune comptait 346 habitants au dernier recensement du 1er janvier 2007. Elle faisait partie du district d'Albula et son numéro OFS était le 3523.

## Patrimoine bâti
- L'église paroissiale réformée a été construite entre 1490 et 1499. Il s'agit d'une église à une nef avec un chœur polygonal moins large, à plafond plat du gothique tardif avec frises et listeaux peints. La voûte du chœur est à nervures réticulées.

- Viaduc de Wiesen (1906-1908) de l'ingénieur Hans Studer, avec la collaboration de Richard Coray, auteur du cintre de construction[2].